# Jambaljamts Sainbayar
Jambaljamts Sainbayar (Ulan Bator, 4 settembre 1996) è un ciclista su strada mongolo che corre per il team Burgos-Burpellet-BH.
Attivo in formazioni UCI dal 2018, ha partecipato a quattro edizioni dei mondiali Elite in linea.

## Carriera
Inizia la sua carriera Elite nel 2018 quando viene messo sotto contratto dalla formazione Continental taiwanese RTS Racing Team. Mette subito in mostra le sue qualità vincendo la prova in linea Under-23 del campionato della Mongolia e arrivando terzo nella prova in linea Under-23 ai campionati asiatici in Myanmar; in stagione partecipa anche alle gare Under-23 al Mondiale di Innsbruck.
Le qualità evidenziate attirano l'interesse della formazione ucraina Ferei Pro Cycling Team, anch'essa di livello Continental, che lo acquista nel 2019. Con la Ferei, Sainbayar ottiene la prima vittoria in carriera, nella sesta tappa del Tour of Fuzhou in Cina, gara valida per il calendario Asia Tour.
Nel 2021, dopo un anno di stop causato dalla pandemia di COVID-19, riparte dalla Terengganu Polygon Cycling Team, formazione Continental malese. Durante la stagione vince il Kahramanmaraş Grand Prix Road Race in Turchia e il Tour of Thailand, e con la partecipazione alla prova in linea Elite al Mondiale nelle Fiandre diventa, nonostante il ritiro, il primo ciclista della storia della Mongolia a partecipare alla massima competizione ciclistica.
Nel 2022, dopo aver vinto i campionati nazionali a cronometro e due corse dello Europe Tour in Turchia, partecipa nuovamente alla prova in linea Elite al Mondiale a Wollongong, ma dopo una fuga iniziale, come l'anno precedente, decide di ritirarsi. Nel 2023 è secondo al Tour of Thailand e terzo al Tour of Kumano, nonché terzo ai Campionati asiatici a cronometro e nella prova in linea dei Giochi asiatici; in stagione corre anche le due prove del Mondiale a Glasgow.
Nel 2024 diventa il primo ciclista professionista mongolo della storia firmando un contratto biennale con il ProTeam spagnolo Burgos-BH. Durante la stagione conclude il Giro di Catalogna, gara del World Tour, e il Tour of Qinghai Lake e partecipa, ritirandosi, al Giro di Turchia; prende parte anche alle due prove dei Giochi olimpici di Parigi e alla prova in linea del Mondiale di Zurigo.

## Palmarès
- 2018 (RTS Racing Team)

Campionati mongoli, Prova in linea Under-23
- 2019 (Ferei Pro Cycling Team, una vittoria)

6ª tappa Tour of Fuzhou (Yong Tai > Yun Ding)
- 2021 (Terengganu Polygon Cycling Team, due vittorie)

Kahramanmaraş Grand Prix Road Race
Classifica generale The Princess Maha Chakri Sirindhorn's Cup Tour of Thailand
- 2022 (Terengganu Polygon Cycling Team, tre vittorie)

Campionati mongoli, Prova a cronometro
Grand Prix Develi
1ª tappa Tour of Sakarya (Sakarya > Sakarya)
- 2023 (Terengganu Polygon Cycling Team, tre vittorie)

Campionati mongoli, Prova in linea
2ª tappa Tour of Huangshan (Huangshan District Government Square > Yixian Gymnasium)
3ª tappa Tour of Iran (Azarbaijan) (Jolfa > Benis)
- 2024 (Burgos-BH, una vittoria)

Campionati mongoli, Prova a cronometro

### Altri successi
- 2019 (Ferei Pro Cycling Team)

Classifica a punti Tour of Xingtai

## Piazzamenti

### Competizioni mondiali
- Campionati del mondo

Innsbruck 2018 - Cronometro Under-23: 60º
Innsbruck 2018 - In linea Under-23: ritirato
Fiandre 2021 - In linea Elite: ritirato
Wollongong 2022 - In linea Elite: ritirato
Glasgow 2023 - In linea Elite: ritirato
Glasgow 2023 - Cronometro Elite: 53º
Zurigo 2024 - Staffetta mista: 15º
Zurigo 2024 - In linea Elite: ritirato
- Giochi olimpici

Parigi 2024 - Cronometro: 28º
Parigi 2024 - In linea: 57º